# Tellement proches
Ne doit pas être confondu avec Tellement proches !.
Pour plus de détails, voir Fiche technique et Distribution.
Tellement proches est un film français réalisé par Olivier Nakache et Éric Toledano, sorti le 17 juin 2009.

## Synopsis
Alain et Nathalie ont deux enfants : un bébé, Prosper, et un jeune garçon, Lucien, très turbulent et hyperactif. Problème de Lucien : son père, ancien GO du Club Med de Chamonix, ne fait rien pour le calmer. Problème de Nathalie : elle a trois enfants à la maison. Problème d'Alain : sa belle-famille.
Chaque samedi, ils sont invités par le frère de Nathalie, Jean-Pierre, et sa femme Catherine, à Créteil, aux Choux de Créteil. Chaque samedi, ils arrivent en retard, se perdent, et Alain se fait reprendre par son beau-frère. Chaque samedi, ils ont droit au tour de chant de Gaëlle, six ans, fille aînée de Jean-Pierre et Catherine, qui apprend trois langues et joue de six instruments. Chaque samedi, ils retrouvent également Roxane, sœur de Jean-Pierre et Nathalie, qui travaille dans l'épicerie familiale sous les ordres de Nathalie, et dont l'horloge biologique s'affole.
Ce samedi est un peu particulier. Premièrement, Catherine a demandé qu'Alain et Nathalie ne viennent pas avec leurs enfants. Mais Lucien est intenable et vient quand même. Prosper est gardé par une nouvelle baby-sitter, Clara, jeune adolescente qui plaît beaucoup à Alain. Deuxièmement, Roxane a rencontré le jour même un interne en médecine, Bruno, et l'a invité aussi sec au dîner familial. La soirée, commencée sous de mauvais auspices, ne va pas s'améliorer. Jean-Pierre demande constamment à Nathalie de l'argent venant de l'épicerie pour subvenir à ses besoins. Bruno se demande ce qu'il fait là, et tente de partir sans froisser Roxane. Alain, essayant d'arrêter de fumer et s'étant reporté sur la nourriture, est mis au régime par sa femme. Poussée à bout par une nouvelle crise de Lucien, Catherine le gifle. Alain saisit une poêle et tente d'assommer sa belle-sœur, mais c'est Jean-Pierre qui prend le coup.
En rentrant du dîner, Roxane demande à Bruno d'être franc sur l'impression que lui a faite sa famille. Après avoir dit le fond de sa pensée, Bruno est déposé par Roxane en pleine autoroute. Nathalie et Alain, quand ils rentrent chez eux, sont également en crise. Alain, après avoir raccompagné Clara, se le fait reprocher par Nathalie ; Alain, lui, en a marre de son beau-frère et belles-sœurs, qui sont au courant de toute leur intimité. Nathalie craque.
Le lendemain, tout le petit monde retrouve ses problèmes quotidiens. Alain « cherche » un travail, et aide son père, Prosper, à réparer ses appareils électriques. Jean-Pierre, avocat fauché, est commis d'office auprès de jeunes délinquants ; chez lui, les parents de Catherine, qui font comme chez eux, prévoient l'installation d'une cuisine américaine, que Jean-Pierre ne peut pas payer. De plus, l'école juive orthodoxe où lui et sa femme ont placé Gaëlle (sous le nom de Yaëlle) se montre un peu soupçonneuse devant le peu de participation du couple aux activités de la communauté. Nathalie et Roxane discutent de Bruno, et Roxane se rend compte que son frère et sa sœur l'ont vraiment apprécié. Elle tente de reprendre contact avec lui, sous prétexte de lui rendre sa veste qu'il a « oublié » dans sa voiture.
Lucien étant devenu intenable, Nathalie prend l'initiative de voir un pédopsychiatre. Alain vient de mauvaise grâce, mais s'éclipse avec Lucien quand il comprend que cette analyse va être entièrement dirigée contre lui. Il décide de s'installer chez son père, et de « reprendre » en main Lucien, selon sa méthode ; méthode qui passe par inviter Clara à sortir avec lui. Il tente de convaincre les professeurs de Lucien de ne pas le priver de sortie scolaire, et essaye de lui trouver une activité qui canaliserait son énergie : peine perdue. Bruno apprend qu'il risque de passer son internat à Amiens, sauf s'il est marié. Il reprend contact avec Roxane pour faire croire à son chef qu'il est fiancé. Jean-Pierre commence à traiter des affaires avec des clients réguliers, mais ce sont des petits voyous, qui le paient en nature (grille-pains, friteuses, etc.). Catherine commence à s'intéresser de plus en plus à la religion juive, et Nathalie, à la suite du départ d'Alain, a décidé d'héberger la famille indienne d'un de ses employés, tous sans papiers.
Roxane comprend très vite que Bruno s'est servi d'elle, et le laisse une nouvelle fois sur l'autoroute. Alain, ayant trouvé du travail comme moniteur d'auto-école, se rapproche de Jean-Pierre, qui de son côté, s'éloigne de plus en plus de sa femme et de ses beaux-parents, tous trois convertis. Bruno, après avoir assommé un patient qui le prenait pour la énième fois pour un aide-soignant, se retrouve accusé de coups et blessures. C'est Jean-Pierre qui le représente, mais celui-ci a mis une condition au non-règlement de ses honoraires : que Bruno invite une nouvelle fois Roxane. Celle-ci, comme Alain et Jean-Pierre, a été invitée à la fête de l'école de Gaëlle, où Catherine danse devant eux. Et c'est au cours d'un rendez-vous arrangé entre Roxane et Bruno, préparé par Alain et Jean-Pierre, que la nouvelle tombe : Lucien a disparu lors d'une visite au château de Versailles. Il a en fait décidé de ramener « Pipo », nom de scène de son père quand il était GO, de Chamonix. Il est retrouvé rapidement dans un car pour la montagne, mais Nathalie et le père Prosper estiment qu'Alain a dépassé les bornes. Peu après, Jean-Pierre est arrêté et son appartement fouillé, en raison des « cadeaux » que lui ont fait ses clients, car ce sont en réalité des contrefaçons et il s'est donc rendu coupable de recel. Relâché par la Justice compréhensive, il est mis à la porte par sa femme, et radié du Barreau.
Alain et Jean-Pierre décident alors, Alain ayant été renvoyé de son auto-école, de monter leur propre affaire d'école de conduite. Bruno finit son internat à Paris, passe chef de service, et épouse Roxane. Alain et Nathalie se réconcilient, et reprennent la vie commune ; Jean-Pierre, lui, doit se convertir et tenter de se faire circoncire pour que Catherine accepte de le reprendre. Le film se clôt sur la scène d'un grand théâtre, en 2009, où Lucien, devenu comédien, remercie toute sa famille, qui se trouve dans la salle, pour l'avoir inspiré pour son one-man show. Il invite son père sur scène, afin qu'il puisse enfin être, pour un instant, sous les lumières des projecteurs qu'il voulait tant retrouver depuis le Club Med. Durant le générique, les différents membres de la famille passent voir Lucien et lui font des remarques pétries de mauvaise foi sur ce qu'il a inventé ou exagéré dans son spectacle, ou simplement insisté sur des faits « réels ». Dans la dernière scène, Bruno annonce qu'il va « aider » un régisseur qui l'a pris pour un livreur.

## Fiche technique
Sauf indication contraire, les informations mentionnées dans cette section peuvent être confirmées par la base de données cinématographiques IMDb,  présente dans la section « Liens externes ».
- Titre : Tellement proches
- Réalisation, scénario et dialogues : Olivier Nakache et Éric Toledano
- Musique : Frédéric Talgorn
- Photographie : Rémy Chevrin
- Ingénieur du son : Pascal Armant
- Montage : Dorian Rigal-Ansous
- Décors : Fabien Cimetière
- Société de production : Quad + One, Cinémage 3
- Genre : comédie
- Durée : 102 minutes

## Distribution
- Vincent Elbaz : Alain Marciano
- Isabelle Carré : Nathalie Marciano
- François-Xavier Demaison : Jean-Pierre
- Joséphine de Meaux : Roxane
- Audrey Dana : Catherine
- Omar Sy : Bruno
- Jean Benguigui : Prosper Marciano
- Max Clavelly : Lucien Marciano
- Lionel Abelanski : Charly
- Renée Le Calm : Geneviève Grimperai
- Talina Boyaci : Gaëlle, dite « Yaëlle »
- Jade Samba Seale : Juliette
- Lizzie Brocheré : Clara
- Arsène Mosca : Patrice
- Laurence Février : Colette
- Jean-Pierre Clami : Étienne
- Laurentine Milebo : Fatou
- Catherine Hosmalin : Nicole
- Alain Guillo : Jérôme Lefèvre
- Éric Naggar : Monsieur Kadoche
- Matthieu Boujenah : Lucien Marciano adulte
- Valérie Karsenti : Chantal, la maîtresse
- Oumar Diaw : prévenu 1
- Steve Tran : prévenu 2
- Adrien Ruiz : prévenu 3
- Rachid Chaib : prévenu 4
- Cyril Couton : homme hôpital plateau-repas
- Isaac Sharry : homme hôpital énervé
- Peggy Leray : jeune mère supermarché
- Wahid Bouzidi : Redo
- Soufiane Guerrab : Francky
- Guillaume Viry : le prof de tennis
- Lannick Gautry : le prof de judo
- Charlie Dupont : le prof de poterie
- Serpentine Teyssier : la pédopsychiatre
- Lise Lamétrie : directrice crèche
- Ary Abittan : Moshé Benhamou
- Nicky Marbot : flic perquisition 1
- Nicolas Wanczycki : flic perquisition 2
- Arnaud Duléry : vendeur crêpes
- Joël Pyrène : chauffeur car
- Jérôme Paquatte : agent sécurité
- Josette Ménard : Infirmière
- François Toumarkine : Langueteau, le voisin
- Paule Daré Meer : femme IKEA
- Guy Faucher : Roger
- Raphaël Toledano : Maurice
- Géraldine Nakache : religieuse école
- Jézabel Marques-Nakache : la prof de danse
- Noah Pinto : Doublure Prosper Marciano bébé
- Zinedine Soualem : Alexandre
- Éric Toledano : un magasinier au supermarché (non crédité)

## Box office
Le film cumule 781 715 entrées au cours de six semaines d'exploitation en salles en France.

## Musique
Sauf indication contraire ou complémentaire, les informations mentionnées dans cette section proviennent du générique de fin de l'œuvre audiovisuelle présentée ici.
Parmi les musiques additionnelles présentes dans le film, on pourra retenir (par ordre d'apparition à l'écran) :
- For Once in My Life - Stevie Wonder[Quand ?] - Scène d'ouverture chez Ikéa
- Say It Ain't So, Joe - Murray Head - slow dans la cuisine
- Beggin' - The Four Seasons - pré-générique de fin
- Let's All Chant - Michael Zager - Générique de fin et chrorégraphie en discothèque
- Spooky (en) - Dusty Springfield - Arrivée d'Omar Sy dans le magasin
- Es klappert die Mühle am rauschenden Bach (de) - air traditionnel - lors du dîner entre amis au début du film
- Take Yo' Praise - Camille Yarbrough (en) - Scène de la fumette dans les toilettes
- Kol Haolam - Ilan Zaoui, David Attelan & Frédéric Sicart - pendant la chorégraphie lors de la fête juive

A rattacher à une séquence du film :
- Seven Days in Sunny June (en) - Jamiroquai[Quand ?]
- You're The One - Booster (Juan Rozoff & Olivier Armbruster)[Quand ?]